# Miskolctapolca
Miskolctapolca, 1950 előtti nevén Görömbölytapolca (a helyiek szóhasználatában Tapolca) Miskolc városrésze, a Hejő-patak völgyében helyezkedik el. Neve szláv eredetű, fürdőhelyet jelent. Számos nevezetessége között Barlangfürdője egész Európában egyedülálló.

## Története

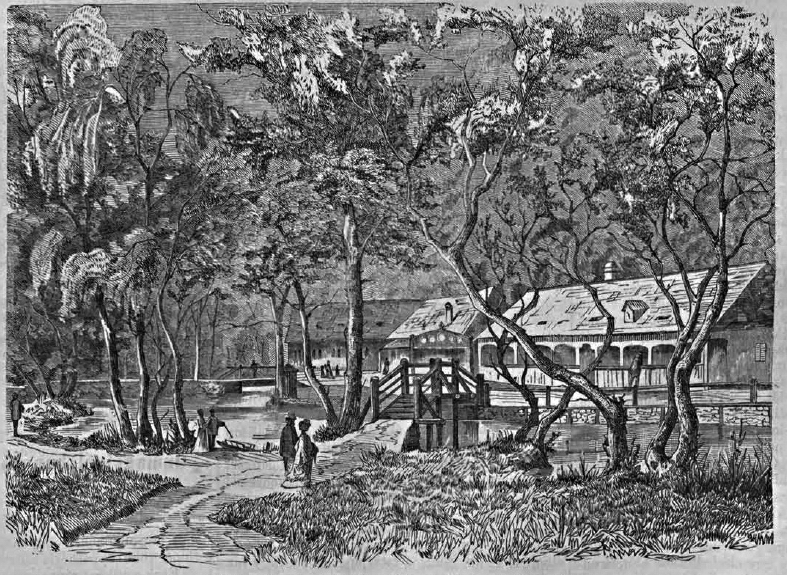
Rajz Tapolcáról (Vasárnapi Ujság, 1869)

A környék már az ősidőkben lakott volt, az 1920-as években találtak a Szentkereszt-barlangban harminc-negyvenezer éves pattintott kőeszközöket, ékszereket, csontokat. Az őskori leletek egy része megsemmisült, megmaradt részüket a Herman Ottó Múzeum őrzi. A környék folyamatos lakottságára utal a közeli Leányvár, egy, a 19. század vége felé megtalált vaskori földvár, amelynek ma már nehezen felismerhető maradványai mintegy 3,5 kilométerre találhatók Tapolcától. Ezen a helyen az emberek a neolitikum idején telepedtek le, majd a késő bronzkorban és a késő kelta korban is lakták. A település a nevét a népvándorlás korában itt átvonuló szláv törzsektől kaphatta, Anonymus már ezen a néven említi. A honfoglalás után a Bors (Borsod megye névadója), majd a Miskolc nemzetség tulajdona lett. A Barlangfürdő mellett folyó ásatások során megtaláltak egy 11. századi kis körtemplomot, ahol feltehetően a városalapító nemzetség tagja nyugodhatott. A Miskolc nemzetség a későbbiekben tíz ágra szakadt. de tagjai a későbbiekben is visszajártak ide temetkezni, nagyjából a 14. század második feléig. Legkésőbb 1219-ben már monostor állt itt (ekkor említi először okirat), amelynek az volt a feladata, hogy őrizze a nemzetség földi maradványait. A Szent Péter és Pál tiszteletére emelt monostorban bencés szerzetesek éltek, egészen a 16. századig. A szerzetesek a korai időktől ispotályt (szegényápoldát) működtettek a monostor mellett, ahol a gyógyítást a magister hospitalis irányította, munkáját ápolók és fürdősök segítették. A tapolcai hőforrások vizét tehát már ekkor felhasználták gyógyításra.
A török uralom idején a folytonos támadások miatt a szerzetesek elhagyták a területet, beköltöztek Miskolcra, majd a mindszenti kápolnához, a tapolcai épületek pedig tönkrementek, a környezet elvadult, elmocsarasodott. Bél Mátyás az 1730-as évek elején még látta a romokat. A 19. század végén a terület ismét kezdett benépesülni, bár nyaralóhelynek már korábban is használták, ekkor Görömbölyhöz tartozó pusztaként („Puszta Tapolca”) említik. 1711-ből maradt fenn Kollonich Zsigmond váci püspök levele, amelyben a püspök a fürdőhely rendbetételére, fürdőház építésére kéri a vármegyét. A fürdő ekkoriban a görömbölyi apátság tulajdona volt. A püspök kezdeményezésére a sziklavájatokból előtörő gyógyvizek számára három medencét alakítottak ki, mellette öltözőket és egy hatszobás fogadót építettek – leírása 1743-ból maradt fenn. Az 1830-as években már fedett fürdő állt a módosabbak rendelkezésére, a köznép továbbra is a szabad ég alatt fürdött.

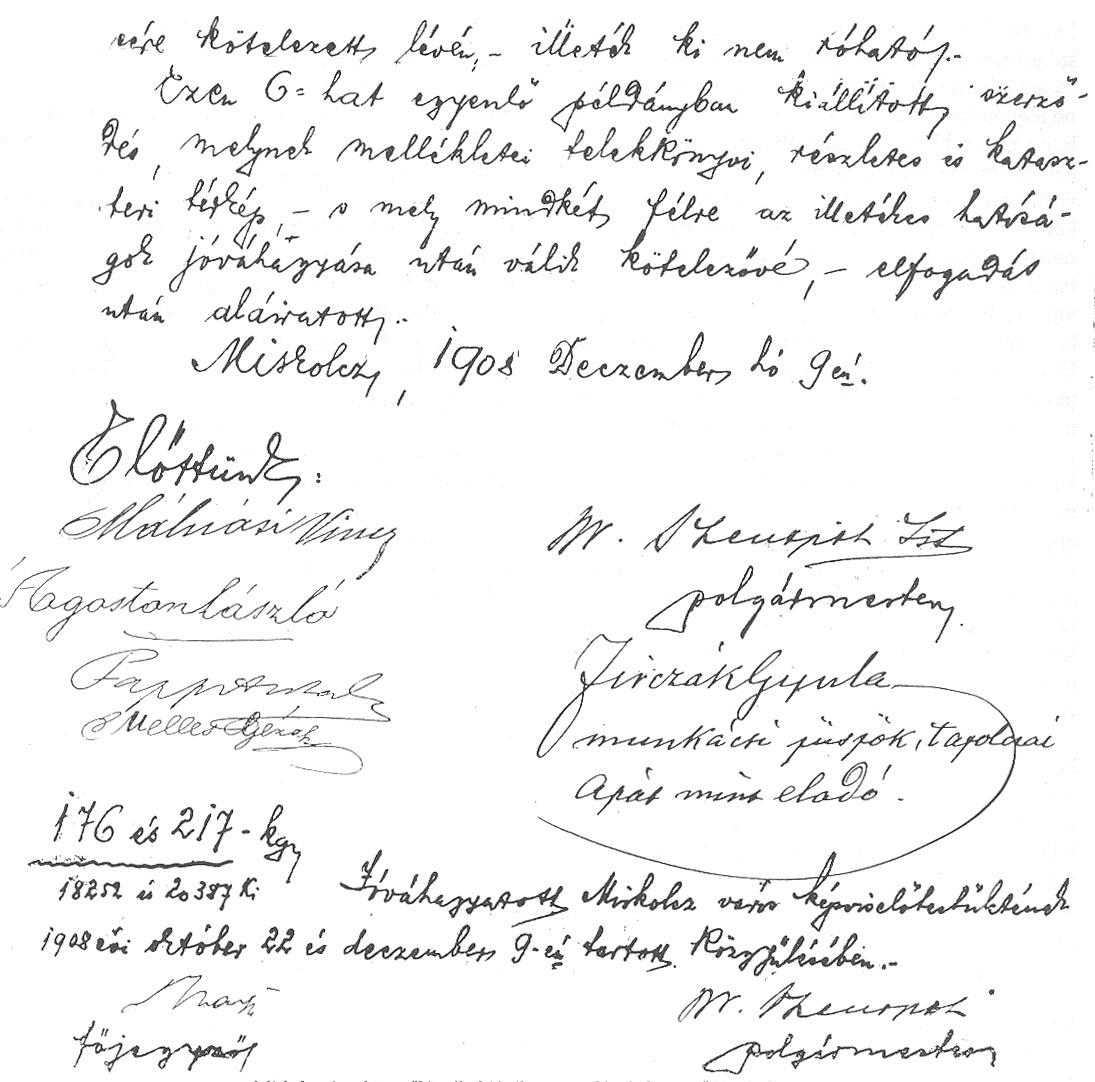
A Miskolc város és a görögkatolikus egyház közötti adásvételi szerződés részlete 1908-ból

A 20. század elejétől – több ütemben – Miskolc városa megvásárolta Tapolcát az egyháztól. 1934-ben üdülőhellyé nyilvánították a települést, amely gyors virágzásnak indult, fogadók, éttermek, panziók nyíltak, központban a gyógyvízzel. 1938-ra felépült az új tavifürdő, hozzá az a Szeghalmy Bálint tervezte kerek fürdőház, ami egészen 1969-ig állt. A termálfürdő, illetve a klasszikus, ma is látható főépület 1941-ben készült el, és az akkori európai listán a harmadik helyre sorolták a korszerűség, a vízminőség és a gyógyhatás alapján. Még az építkezés közben is fedeztek fel egy hatalmas hozamú melegvízforrást, amely másodpercenként 150 liter 31,5 °C-os vizet adott. Az épület előterének látványos (akkor mozgatható) üvegkupolája alatt térdeplő nőt ábrázoló szoborral ellátott díszkutat helyeztek el (az a szobor nem azonos a ma látható alkotással). Tapolca 1950-ig Görömböly része volt Görömbölytapolca néven, akkor az anyaközséggel együtt Miskolchoz csatolták, és azóta is a város része. 1959-ben átadták a közönségnek a tulajdonképpeni barlangfürdőt (mindaddig csak a barlangokon kívül fürödhettek a barlangból eredő termálvízben), 1969-ben pedig két szabadtéri medencével egészítették ki a komplexumot, majd később, két ütemben is történtek átalakítások, bővítések. E munkálatok során épült meg a barlangfürdő jelképének is számító külső „kagyló” (Zsuffa András tervezte), újabb barlangtereket tártak fel, és a mai arculat a 2000-es évek első évtizede közepére alakult ki. A barlangfürdő ezzel részben át tudta venni az időközben megszűnt tapolcai strand vendégkörét.
A miskolctapolcai nyitott strand 1923-ban épült meg, amelyet ezt követően többször korszerűsítettek, illetve bővítettek. Ezzel létrejött Tapolcán egy komplex rendszer, amit a barlangfürdő, a strandfürdő, és a közöttük elhelyezkedő csónakázótó alkotott. A strand a 2000-es években bezárt, de 2013 végén elkezdődött a felújítása. Első ütemét – egy 50 méteres, feszített víztükrű úszómedencét (úszóversenyeket és vízilabda-mérkőzéseket is rendeztek benne) és egy családi nagymedencét – 2015 májusában adták át, majd 2021 júniusára a második ütem keretében megépült az immár Ellipsum Élmény- és Strandfürdő névre keresztelt strandcentrum, amelynek egyik különlegességét az ellipszis alakú épületek adják, amelyekben – többek között – beltéri medencéket, óriáscsúszdát helyeztek el.
A tapolcai park központi eleme a csónakázótó, amelyből több kis sziget is kiemelkedik. Egy 18 °C-os forrás táplálta, területe 1997-ben 10 106 négyzetméter volt. Ebből a tóból ered tulajdonképpen a Hejő-patak. A tó partfalát 1959-ben alakították ki, és ekkor épült meg a csónakkikötő is. A tó vize mintegy 7,5 naponként teljesen kicserélődik. Az országút másik oldalán is eredt néhány forrás, amelyek az ún. Hattyú-tavat (Békás-tónak is mondják) táplálták. Medertisztítási munkálatok miatt a források közül néhány gyakorlatilag elapadt, így a vízellátásáról néha külön kell gondoskodni. Szép vízililiomok tenyésznek benne.
A tapolcai parkba 1920-ban egzotikus fákat és bokrokat telepítettek, amivel arborétum jött létre a területen. A park ma is természetvédelem alatt áll, és a fontosabb, több mint hetven növényt ismertető táblákkal jelölték meg.
Miskolctapolca területén – különösen az üdülőhellyé nyilvánítás után – folyamatosan épültek a különböző jellegű vendéglátó helyek, szállodák, éttermek. Tapolca egyik legendás helye volt az 1923-ban épült Anna szálló és étterem, amely 1938-ra kapta meg majdnem végleges külsejét. Az épület egyik része, az ún. „bungaló” 1988-ban leégett. Nem sokkal később az egészet lebontották, a helyét parkosították. Tapolca másik, mai arculatát meghatározó épülete az 1974-ben, Plesz Antal tervei szerint megépült, tizennégyemeletes Junó hotel, amely a 2000-es évek elején bezárt. Az évtizedekig olcsó, de kellemes szállást nyújtó Éden kemping 2009-ben megszűnt. Számos más hotel, szálloda, panzió azonban működik ma is, amelyeket egész Tapolca területén lépten-nyomon meg lehet találni.

## A hovatartozás kérdése
Tapolca hovatartozásának kérdése már többször is felvetődött. Mária Terézia a tapolcai apátság megmaradt javait a munkácsi görögkatolikus püspökségnek adományozta, így a település az ő tulajdonukban volt. Ezért történhetett meg, hogy 1908-ban Miskolc városa a görögkatolikus püspöktől vásárolta meg Tapolca 48 kataszteri holdnyi területét, hogy Tapolcáról biztosítsa az ivóvizét. Határát kőoszlopokkal jelölték, mindegyiken MV (Miskolc Város) vésettel. 1937-ben újabb 20 holdnyi területet, a legértékesebb központi részt vásárolta meg a város, és ettől kezdve tulajdonosként lépett fel. Meg is fogalmazódott: „Tapolcának minden porcikájával Miskolchoz kell támaszkodnia. … Kemény akadály a fejlődésben, hogy közigazgatásilag Görömbölyhöz tartozik”. Ebben az időszakban fel is vetődött, hogy Görömbölytapolca (ez volt a neve) elszakadna Görömbölytől. A terület azonban az 1937-es üdülőterületté nyilvánítás kapcsán Miskolchoz került, majd 1945 után a nagyvároshoz csatolás során Hejőcsaba, Görömböly, majd Szirma mellett Miskolc negyedik kerülete lett.
A szocialista időszakban nem került szóba a hovatartozás kérdése, a rendszerváltás és a civil szervezetek létrejötte és megerősödése után azonban hamarosan, 1990-ben felmerült az önállósodás kérdése. A tapolcaiakat képviselő csoport tárgyalásokat kezdeményezett Csoba Tamás polgármesterrel, aki kijelentette: „A városháza tárgyalni akar, de Miskolc széthullását nem támogatja”. Hosszadalmas tárgyalássorozat után Tapolca maradt a városé. Pár év múlva ismét felerősödtek a függetlenedési törekvések, és 2005-ben népszavazást is tartottak róla. A többség a Miskolc mellett maradás mellett döntött. A következő népszavazás 2008. december 7-én volt, ezúttal a leválás mellett szavazók voltak többen. Az önkormányzati miniszter eljárási hibák miatt nem terjesztette a köztársasági elnök elé a leválási kérelmet, az emiatt benyújtott keresetet pedig a bíróság elutasította, így Tapolca Miskolc része maradt.

## Látnivalók

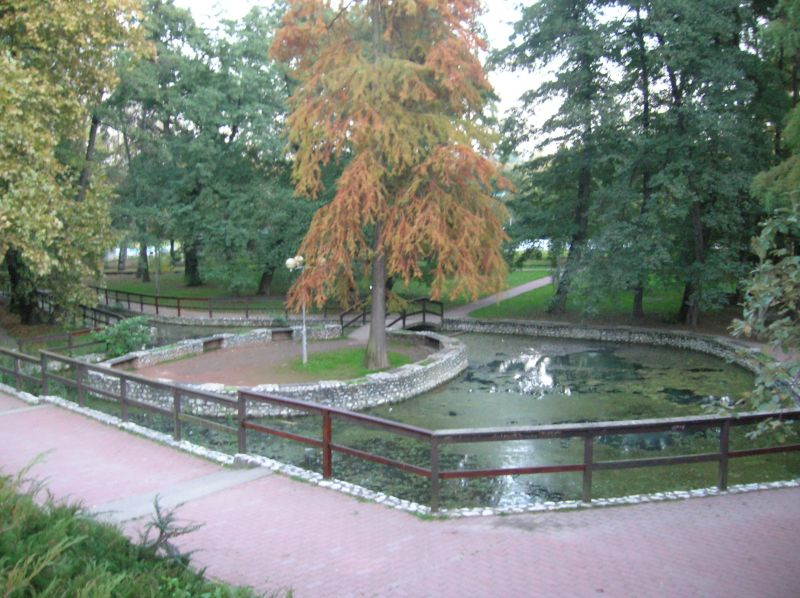
A Békás-tó

- Az Ellipsum Élmény- és Strandfürdőt a korábbi szabadtéri strand helyén alakították ki, a szabadtéri medencék és csúszda mellett öt ellipszis alakú épületben elhelyezett fürdőcsarnokok, medencék és óriáscsúszdák állnak rendelkezésre.
- A Barlangfürdő az ország egyik legszebben kiépített fürdője, fedett és szabadtéri medencéi is vannak, fő vonzerejét a természetes barlangban lévő melegvizes medencék jelentik. A gyógyulni vágyóknak hidroterápia, masszázs áll a rendelkezésükre, a fürdő orvosi rendelőkkel is rendelkezik. A fürdő egész évben nyitva áll. Négycsillagos strand.
- A Barlangfürdő előtt hatalmas park terül el csónakázótóval, játszótérrel és nyári bobpályával, kalandparkkal.
- Az Avalon Park egy családi, szórakoztató és élményparkja a Bükk-hegység szívében, mely olyan szórakozási lehetőségeket biztosít, mint például az elektromosgokart-pálya, a szabadtéri, 2500 négyzetméteres játszópark, az első osztályú, autentikus olasz étterem, vagy az elsősorban street food ételeket kínáló Sörkert.
- A hely egyik nevezetessége a Sziklakápolna, amelyet az egykori Verebes-tanyán lévő két barlangból alakítottak ki, és 1935-ben szenteltek fel. A Brassói utcában található kápolnában vasárnaponként római katolikus misét tartanak.
- A Görömbölyi utcában található az Akropolisz nevű épület (Akropolisz Szabadtéri Színpad), ahol nyári színházi előadásokat szoktak tartani.
- A parkban elhelyezkedő Békás-tó egy volt vulkánkráterben helyezkedik el, amelyben megközelítőleg ötven hőforrás található. A leghidegebb 36 °C-os, míg a legmelegebb 47 °C-os hőmérsékletű. A tóból folyamatosan gázok törnek a felszínre.
- Az apátsági monostor maradványai közvetlenül a Barlangfürdő előtt tekinthetők meg.
- Leányvár romjai (3,5 kilométerre délre Miskolctapolcától).

## Megközelíthetőség

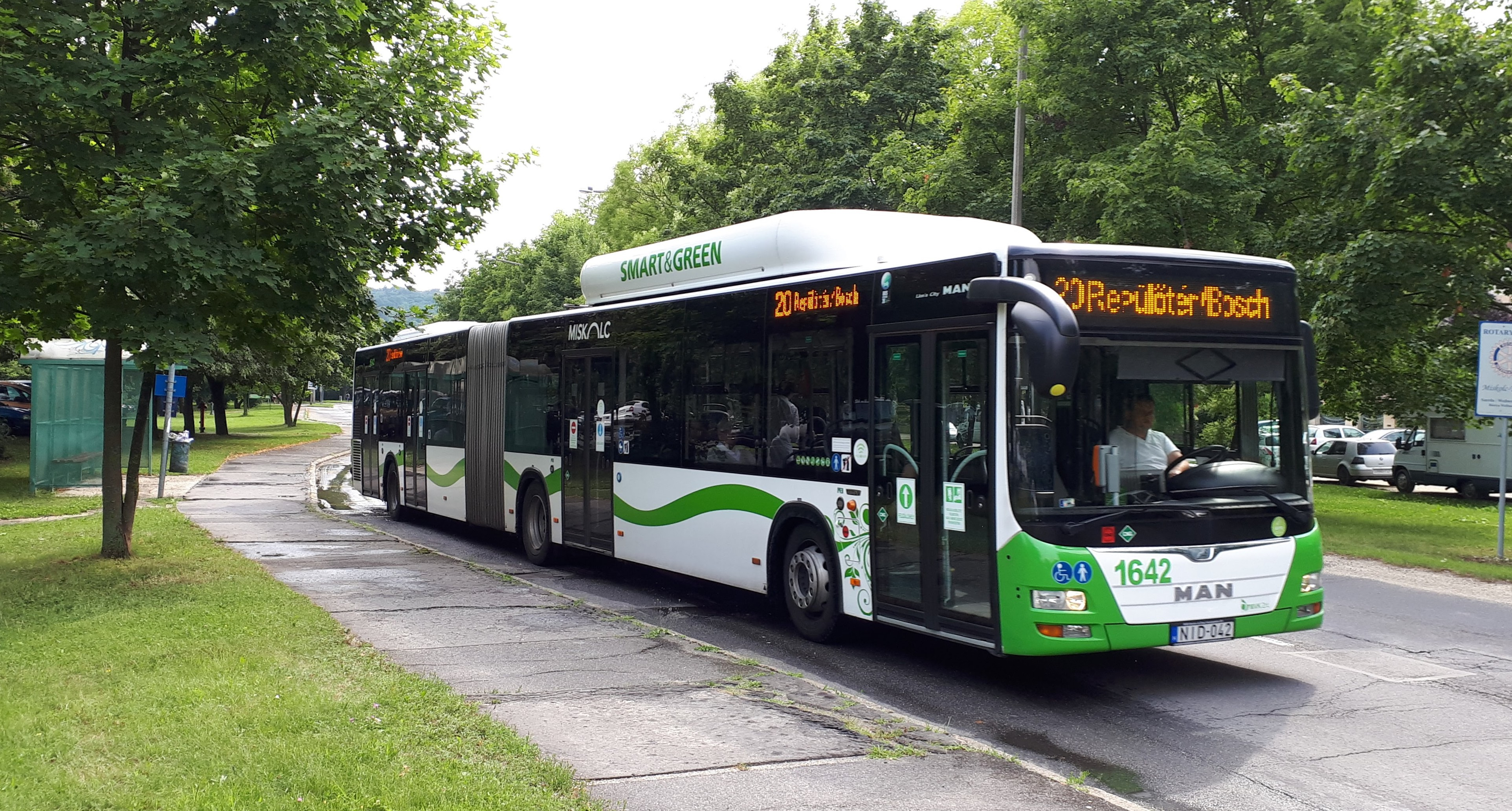
A 20-as járat Miskolctapolca parkoló megállónál

- Autóval: dél felől a 3-as úton, illetve az M3–M30-as autópályán (Eger, Budapest, nyugati országrész felől ez az út jön); keletről (Debrecen) a 35-ös úton Nyékládházáig, aztán a 3-ason; északról a 26-os úton, aztán Miskolcon át.
- Busszal: a Búza téri autóbusz-pályaudvarról a 20A-s busszal, hétvégén, kora reggel és este a 20-as busszal.
- Vonattal: a Tiszai pályaudvartól villamossal a Szinvapark/Centrum áruház megállóig (3. megálló), onnan a 20-es vagy 20A-s busszal.

## Érdekességek
- Itt mérték Magyarországon a valaha mért legalacsonyabb hőmérsékletet (–35 °C, 1940. február 16-án).[9]

## További képek

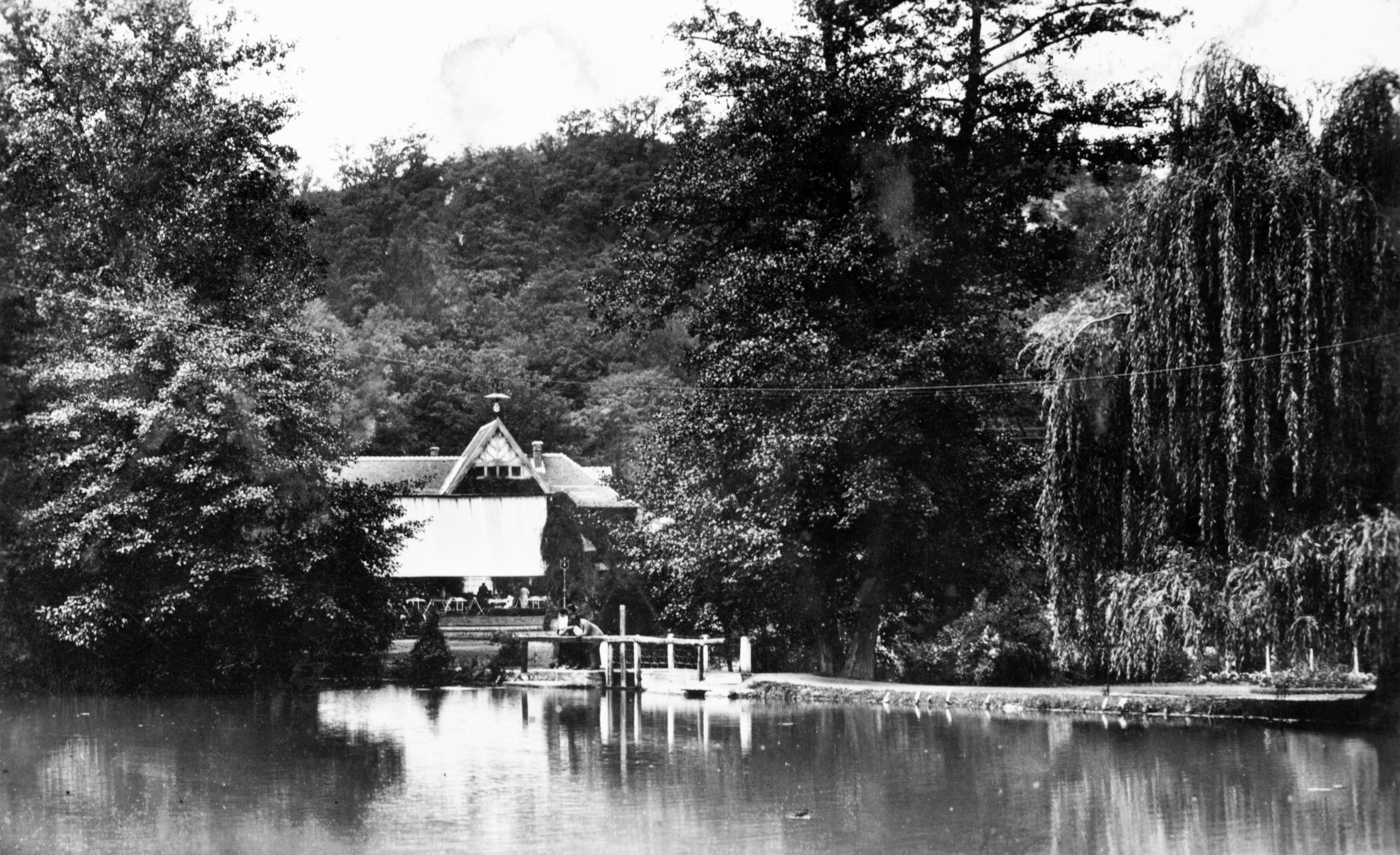
A csónakázótó 1936-ban, háttérben az Anna Szállóval
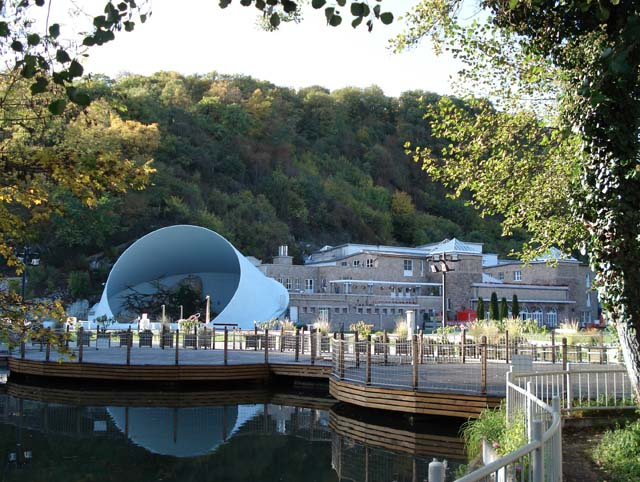
Barlangfürdő
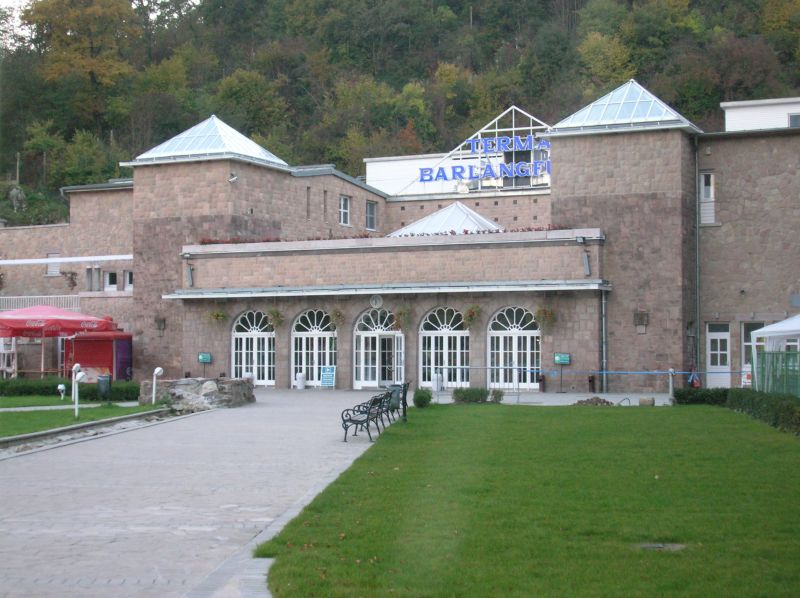
A Barlangfürdő főépülete
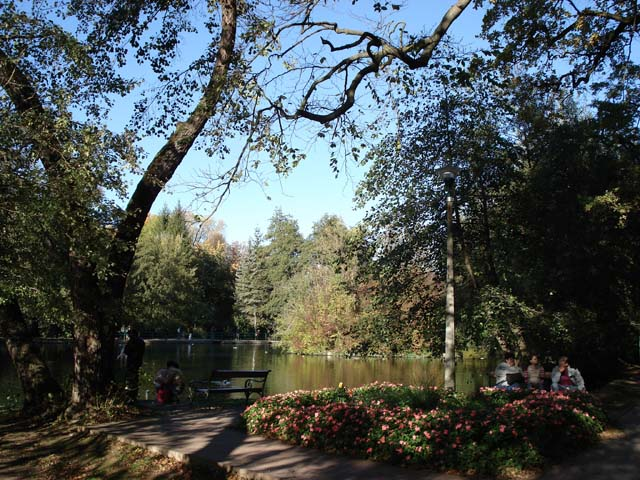
A csónakázótó
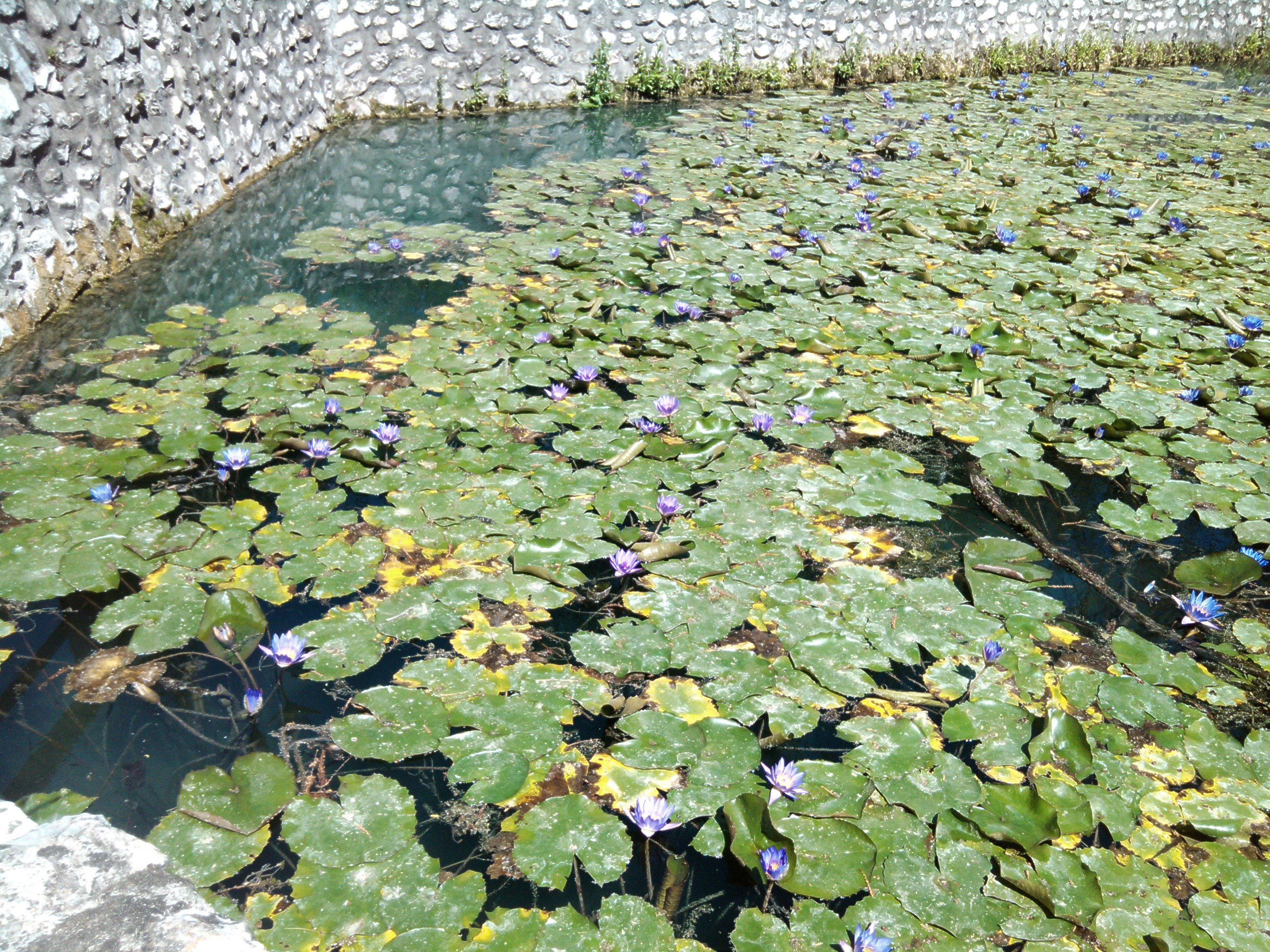
Vízililiomok a Békás-tóban
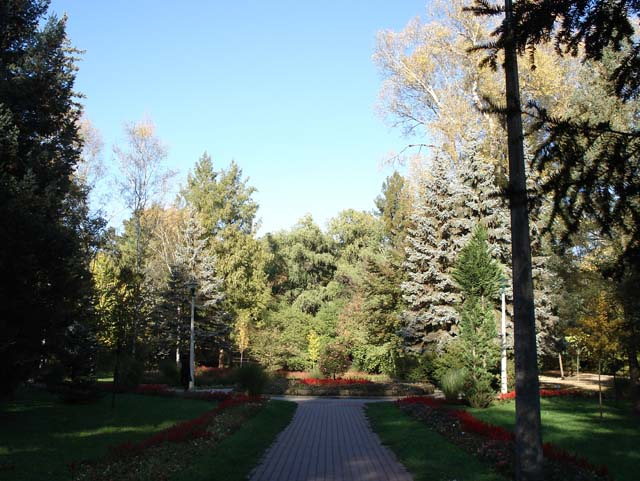
Parkrészlet
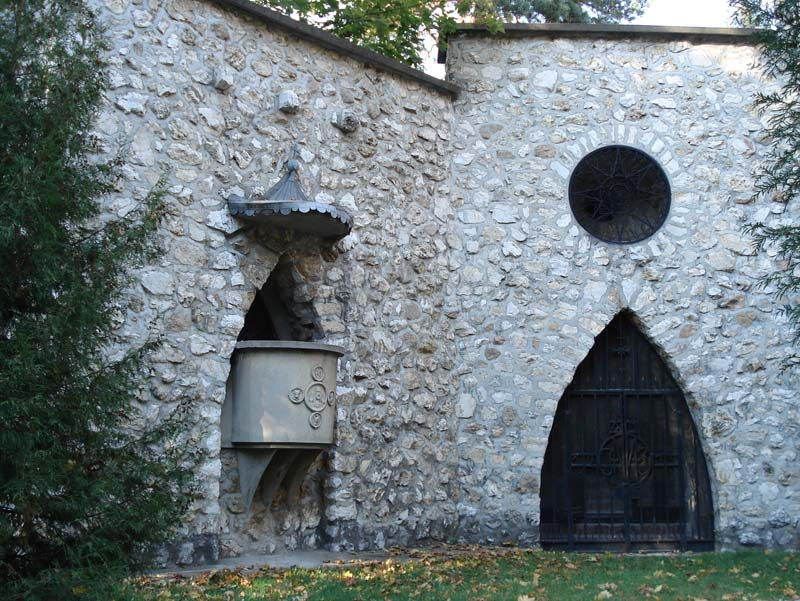
Sziklakápolna
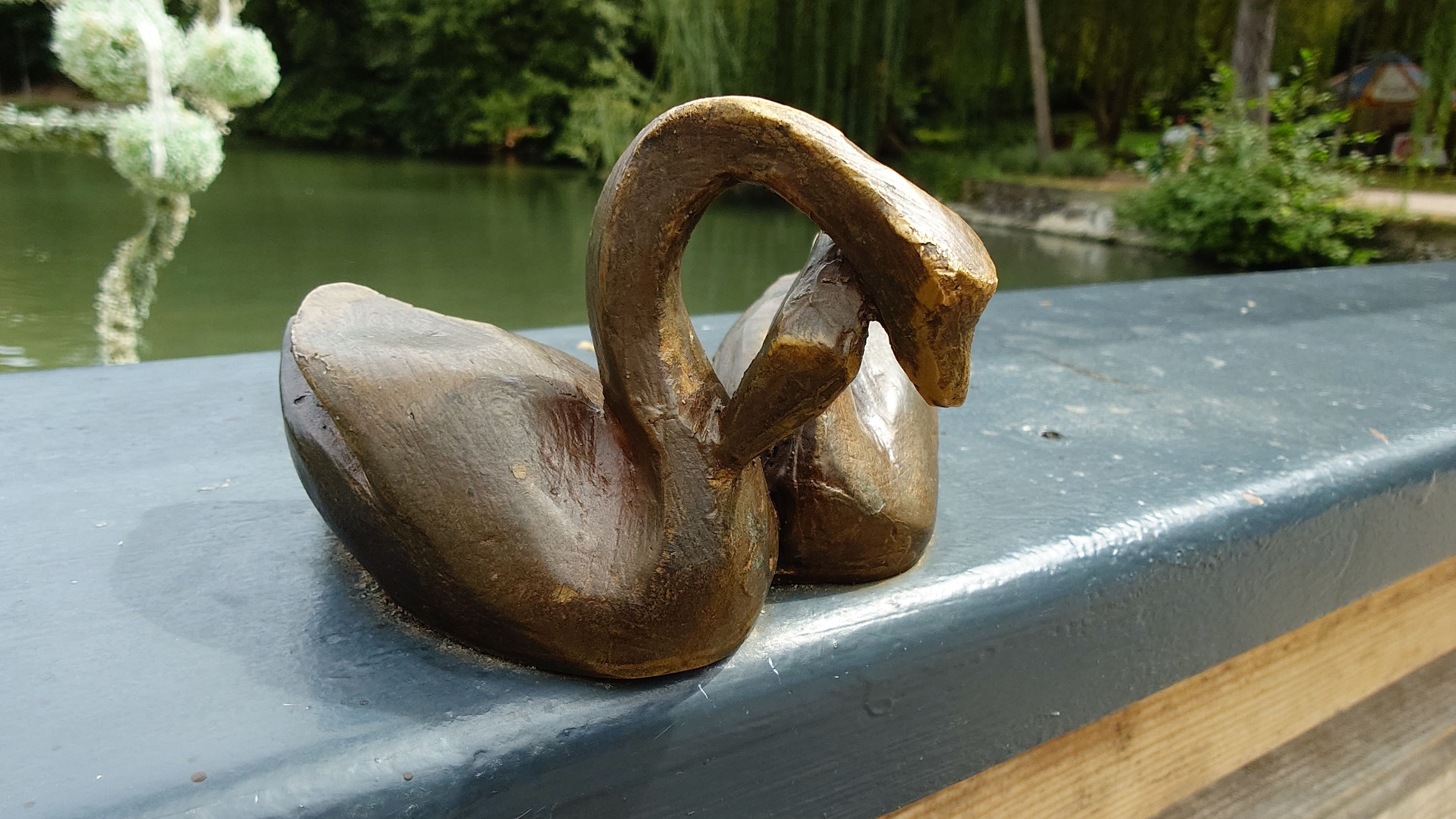
Hatyúk miniszobra